# Stazione di Fossano
La stazione di Fossano è una stazione ferroviaria posta sulla linea Torino-Savona, e punto d'origine della linea per Cuneo. Serve la città di Fossano.

## Storia
La stazione fu attivata il 16 dicembre 1853, con l'apertura del tronco Savigliano-Fossano.

## Strutture e impianti

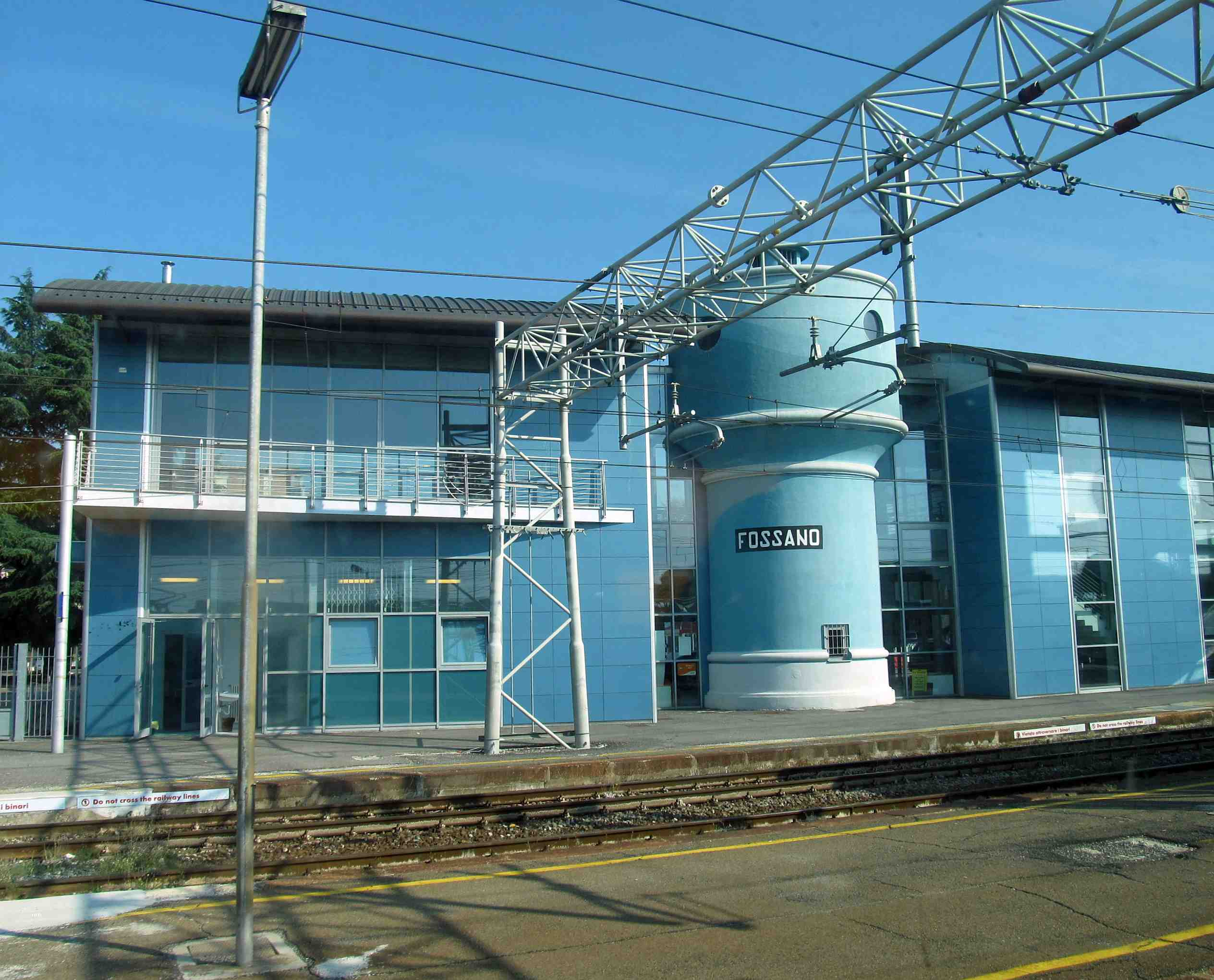
L'ala più recente

L'impianto, gestito da Rete Ferroviaria Italiana, è dotato di 7 binari per il trasporto passeggeri e da un fascio merci.
È presente nel fabbricato viaggiatori, la Sala Operativa della Stazione e una Farmacia. I servizi commerciali invece, trovano posto in una costruzione lato Torino.

## Movimento
Il servizio, di tipo prevalentemente regionale, è svolto da Trenitalia nell'ambito del contratto di servizio stipulato con la Regione Piemonte, che nei giorni feriali prevede treni a cadenza semioraria in tutte le direzioni inquadrate nel Servizio ferroviario metropolitano di Torino.

## Interscambi
Fra il 1884 e il 1939 sul piazzale antistante la stazione sorgeva il capolinea della tranvia Fossano-Mondovì-Villanova.